# Рятувальний човен (фільм)
«Рятувальний човен» (англ. Lifeboat) — американський фільм режисера Альфреда Гічкока, знятий у 1944 році, за мотивами оповідання Джона Стейнбека, який брав участь у написанні сценарію.

## Сюжет
У Другу світову війну морський корабель торгового флоту Сполучених Штатів затонув унаслідок торпедної атаки німців. Восьмеро британських і американських цивільних осіб, а також військовослужбовців, урятувалися в шлюпці та дрейфують морем. До них підпливає німець Віллі з підводного човна, що потопив корабель. Член екіпажу машинного відділення Ковач вимагає втопити німця. Однак інші заперечують, і радист Стенлі, багатий промисловець Ріттенгауз і оглядач Конні Портер ухвалюють дозволити залишитися. Журналістка Портер у захваті від того, що сфотографувала бій, але її фотоапарат опинився за бортом.
Місіс Гіглі, молода британка, чиє немовля загинуло, коли їх витягли з води, стрибає з човна, поки інші пасажири сплять. Тоді виявляється, що Віллі є капітаном підводного човна, а не просто членом екіпажу.
Припасів обмаль, тому люди в шлюпці мусять співпрацювати. Вони роблять вітрило і вирішують дістатися до Бермудських островів. Під час плавання пораненому Гасу Сміту доводиться ампутувати ноги.
Ковач бере на себе керівництво, розподіляючи невелику кількість їжі та води. Проте у Віллі виявляється компас і до того ж він розмовляє англійською. Завдяки цьому Віллі захоплює командування під час шторму.
Гас Сміт викриває, що в Віллі є фляга з прісною водою. Гас намагається розповісти про це Стенлі, але той не вірить. Поки інші сплять, Віллі зіштовхує Гаса за борт. Решта вцілілих дізнаються про флягу, та вона розбивається, коли Джо її витягує. Віллі пояснює, що для виживання потрібно заздалегідь усе спланувати. Усі, крім Джо, розгнівані й накидаються на Віллі, б’ють його та викидають із човна в море.
Пізніше Ріттенгауз каже, що ніколи не зрозуміє невдячності Віллі. Стенлі робить пропозицію Еліс одружитися, і вона погоджується, хоча у них мало шансів вижити. Портер ганить усіх за те, що вони зневірилися, а потім пропонує свій діамантовий браслет як наживку для риболовлі. Риба клює, але Джо бачить корабель, і, поспішаючи за веслами, випадково губить браслет.
Корабель виявляється німецьким судном постачання, якого очікував Віллі. Перш ніж людей у шлюпці зможуть забрати, наближається американський корабель і починається бій. Німецький корабель тоне, а до прибуття американського лишається не більше двадцяти хвилин. До шлюпки допливає німецький матрос. Ріттенгауз готовий убити його, а інші, включаючи Ковача, не дають цьому статися. Німецький матрос дістає пістолет, але його обеззброює Джо. На питання німця чи будуть вони його вбивати, Портер відповідає, що про це слід запитати в Гіглі та її дитини.

## У ролях
- Таллула Бенкгед — Констанс «Конні» Портер, фотожурналістка
- Вільям Бендікс — Гас Сміт, член екіпажу
- Вальтер Слезак — Віллі, німецький підводник
- Мері Андерсон — Еліс Маккензі, медсестра
- Джон Годяк  — Джон Ковак, кочегар
- Генрі Галл — Сі Джі «Рітт» Ріттенгауз, бізнесмен
- Гезер Ейнджел — місіс Гіглі, пасажирка
- Г'юм Кронін — Стенлі «Спаркс» Геррет, член екіпажу
- Канада Лі — Джордж «Джо» Спенсер, стюард